# Œillet négligé
Dianthus pavonius
Espèce
Classification phylogénétique
Statut de conservation UICN

 LC  : Préoccupation mineure
L'œillet négligé (Dianthus pavonius) ou œillet œil-de-paon, est une espèce de plante herbacée de la famille des Caryophyllaceae.
Cet œillet à tige courte se rencontre sous forme de touffes denses dans les pelouses des Alpes du Sud (France et Italie) ou des Pyrénées entre 1 200 m et 3 000 m. Ses fleurs sont d’un beau rose, le cœur de la fleur étant bleuâtre ou brun.

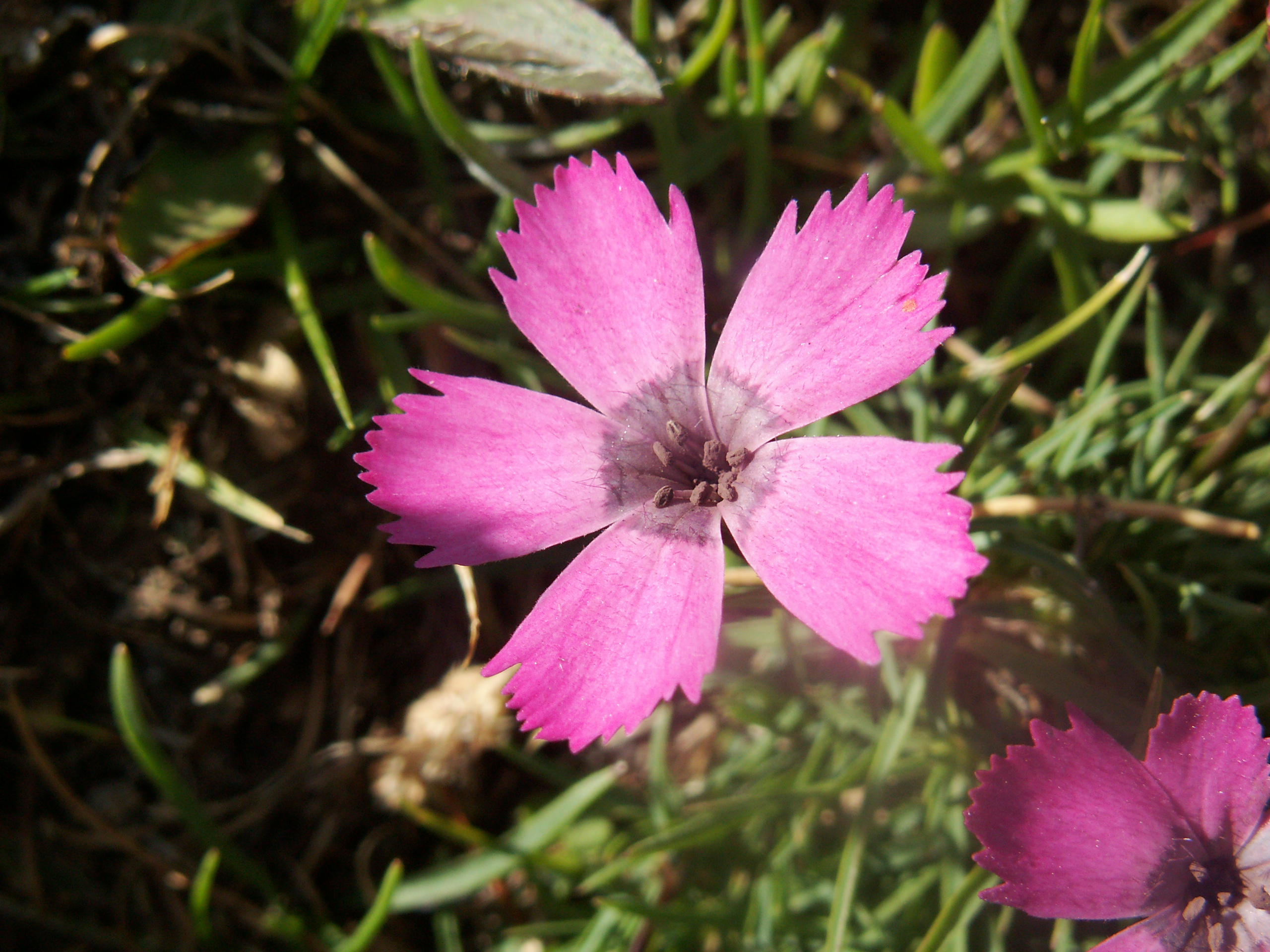
Œillet négligé (Dianthus pavonius)
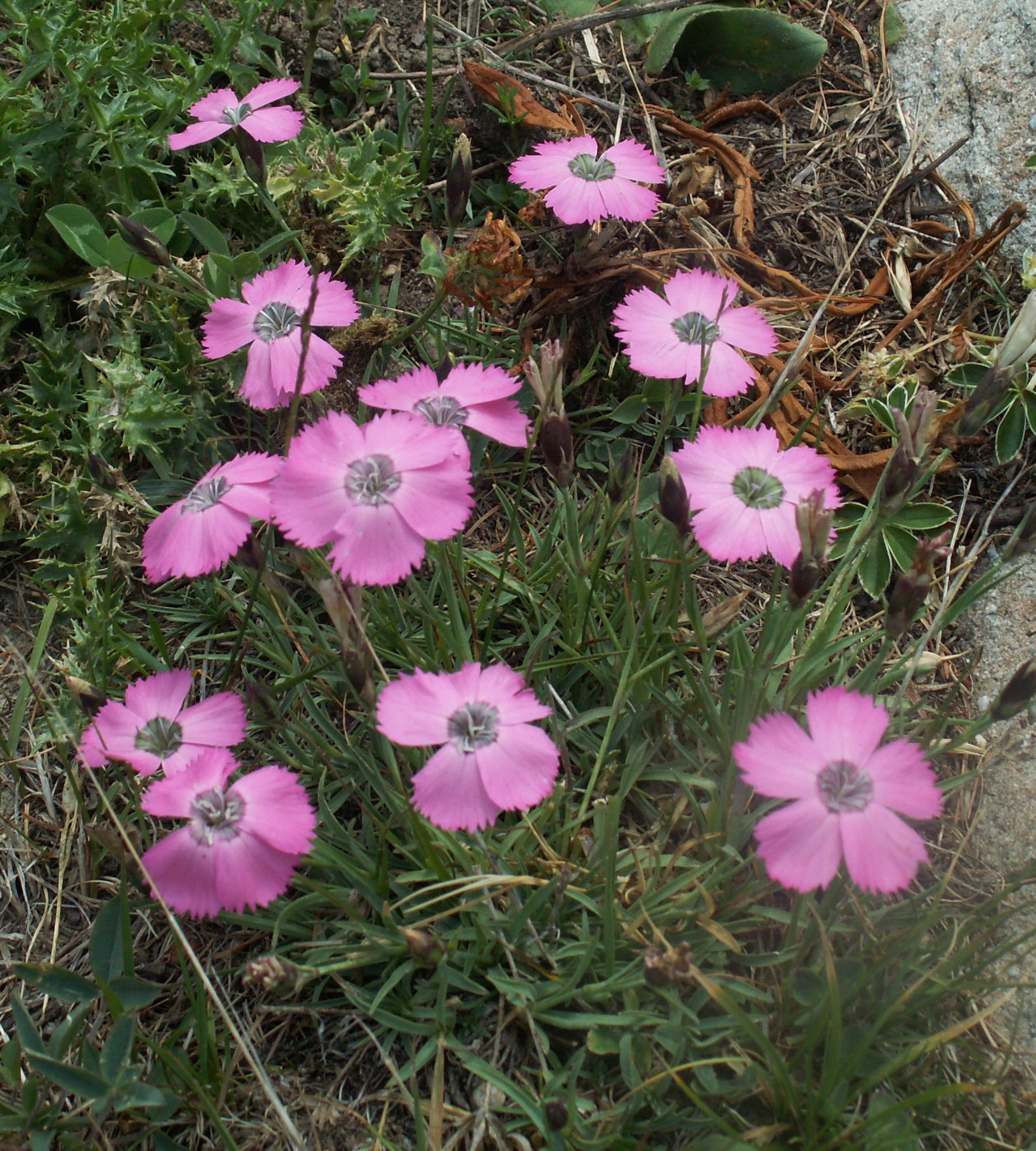
Œillet négligé (Dianthus pavonius)